# 山女日記
『山女日記』（やまおんなにっき）は、湊かなえによる連作長編小説。季刊文芸誌『GINGER L.』（幻冬舎）2012年春号から2013年冬号に連載され2014年7月10日に幻冬舎から刊行、『山と溪谷』（山と渓谷社）2015年8月号掲載の番外編「カラフェスに行こう」を加え2016年8月5日に幻冬舎文庫から文庫化された。さまざまな思いや悩みを抱えて山を登る女性たちの複雑な心理を山々の風景とともに描写した新スタイルの山岳小説。
2016年、2017年、2021年にNHK BSプレミアム「プレミアムドラマ」でテレビドラマ化。

## 概要
大学生の時から山に登り始め、結婚・出産・作家デビューを経て山から遠ざかり「また山に登りたい」と願っていた著者が、山の小説を書くなら色々な山に連れて行くという出版社の編集者からの提案を受けて、12年ぶりに登山を再開。いくつかの出版社の編集者とともに各地の山に登って取材し、その体験をもとに本作を執筆した。
山岳小説といえば遭難がつきものであるのに反し、遭難がない山岳小説、これから登山を始める人がここに登ってみたい、私でも登れそうと感じられるような、山に親しめるような作品として構想された。著者の登山の経験のもと、さまざまな思いや悩みを抱えて山を登る女性たちの複雑な心理が山々の風景とともにリアリティ豊かに描写され、新たなスタイルの山岳小説となっている。

## 収録作品
1. 妙高山（初出：『GINGER L.』〈幻冬舎〉 2012年春号）
2. 火打山（初出：『GINGER L.』 2012年夏号）
3. 槍ヶ岳（初出：『GINGER L.』 2012年秋号）
4. 利尻山（初出：『GINGER L.』 2012年冬号）
5. 白馬岳（初出：『GINGER L.』 2013年春号）
6. 金時山（初出：『GINGER L.』 2013年夏号）
7. トンガリロ（初出：前編 『GINGER L.』 2013年秋号、後編 『GINGER L.』 2013年冬号）
8. カラフェスに行こう[注 1]（初出：『山と溪谷』〈山と渓谷社〉 2015年8月号）

## 書誌情報
- 山女日記（2014年7月10日発売[5]、幻冬舎、ISBN 978-4-344-02601-8）
- 山女日記（2016年8月4日発売[6]、幻冬舎文庫、ISBN 978-4-344-42516-3）
- 残照の頂 続・山女日記（2021年11月11日発売[7]、幻冬舎、ISBN 978-4-3440-3843-1）
- 残照の頂 続・山女日記（2024年8月8日発売[8]、幻冬舎文庫 み 23-3、ISBN 978-4-3444-3408-0）

## テレビドラマ
『山女日記〜女たちは頂を目指して〜』（やまおんなにっき おんなたちはいただきをめざして）と題して、NHK BSプレミアムの「プレミアムドラマ」枠にて2016年11月6日から12月18日まで放送された。全7回。
『実践!にっぽん百名山』（NHK BS1）でナビゲーターを務めるなど登山経験が豊富な工藤夕貴が主演を務め、40歳を目前に商社から転職して登山ガイドとなった立花柚月が、登山客の抱えるさまざまな悩みと向き合いつつ自らも新たな希望を見出していく姿を描く。
続編となる『山女日記〜山フェスに行こう/アルプスの女王〜』（やまおんなにっき やまフェスにいこう アルプスのじょおう）がNHK BSプレミアムの「プレミアムドラマ」枠にて2017年10月29日から11月5日まで放送された。全2回。
続編となる『山女日記3』がNHK BSプレミアムの「プレミアムドラマ」枠にて2021年10月17日から11月21日まで放送された。全6回。

### キャスト

#### 主要人物
- 立花柚月 - 工藤夕貴[12]
- 木嶋岳志 - 黄川田将也
- 木嶋陽菜 - 夏菜[13]
- 如月直子 - かたせ梨乃
- 吉田真守 - 萩原聖人

#### 山女日記〜女たちは頂を目指して〜

##### 第1回・第2回
- 西山美津子 - 南野陽子
- 芝田由美 - 上原多香子
- 江藤律子 - 馬渕英里何
- 神崎秀則 - 温水洋一
- 元原部長 - 飯田基祐
- 小屋の主人 - 山田明郷
- 堅太郎 - 須田邦裕（第1回）
- 元原サチ江 - 田島令子（第2回）

##### 第3回・第4回
- 梅本舞子 - 佐藤藍子
- 小野大輔 - 武田航平
- 谷岡泰子 - 塩崎沙織（第3回）
- 社員A - 藤美幸（第4回）
- 社員B - 伊藤有希菜（第4回）
- 山荘の主人 - 中村利通（第4回）

##### 第5回・第6回・第7回
- 天野美幸 - 井上晴美
- 宮川希美 - 佐藤めぐみ
- 牧野しのぶ - 片岡礼子（第5回、第6回）（子供時代：岩下姫奈〈第6回〉）
- 本郷義男 - 螢雪次朗（第5回、第6回）
- 木村富江 - 丘みつ子（第5回、第6回）
- 羽村美佐恵 - 斉藤レイ（第6回、第7回〈写真〉）
- 天野七花 - 山田紗椰
- 山木工房経営者 - 大橋吾郎（第5回、第6回）
- 天野徹 - 髙橋洋
- 宮川信一 - 森下哲夫（第5回）
- 如月道雄 - 田野真憲（第6回〈写真〉、第7回〈写真〉）
- 牧野泰三 - 新納敏正（第5回、第6回）
- 山荘主人 - 木村栄（第6回）
- 工房の女性職人 - 山下容莉枝
- 調査団員 - 辰巳蒼生（第7回）
- 吉田の母 - 芦沢孝子（第7回）
- 登山ガイド - 伊藤妙子 （第7回）

#### 山女日記〜山フェスに行こう/アルプスの女王〜
- 西真奈美 - 黒谷友香
- 三島さゆり - 黒川芽以
- 熊田結衣 - 舞羽美海
- 中野義男 - 利重剛
- 中野一樹 - 山根和馬
- 山木 - 大橋吾郎（前編）
- 女性登山者 - 湊かなえ（後編）
- 一樹の母 - 大塚良重
- 羽村美佐江 - 斎藤レイ（後編〈写真〉）
- 祐奈 - 市橋直歩（後編）
- 編集長 - 萩原浩司（前編）
- 登山ガイド - 渡辺吾郎
- 若いガイド - 神谷大輔（前編）
- 女性登山者 - 由月杏奈（前編）
- 男性登山者 - 宮島啓（前編）
- キーボード - 窪田ミナ（前編）
- バウロン - 大石真理絵（前編）
- ギター - 川又トオル（前編）
- ティンホイッスル - 豊田耕三（前編）
- 司会者 - ちかまろ（後編）

#### 山女日記3
- 村長・弥生 - 若村麻由美（第1回 - ）
- 山根岳人 - 中村俊介（第1回 - ）
- 藤森あかね - 本仮屋ユイカ（第1回 - ）
- あおい - 高島礼子（第1回）
- 夏樹 - 中田乃愛（第1回）
- 清水江里 - 松下恵（第1回）
- ガイドの依頼主 - 市毛良枝（第2回）
- 依頼主の夫 - 石丸謙二郎 （第2回）
- - 田山涼成（第2回）
- 深田久弥 - 小野哲平（第2回）
- - 伊藤友里恵（第2回）
- 向井英子 - 小林綾子（第3回）
- - 高橋長英（第3回）
- 英子の夫・宏治 - 湯江タケユキ（第3回）
- - 関谷奈津美（第4回）
- 前田美咲 - 一双麻希（第4回）
- 綾子 - 夏樹陽子（第5回・最終回）
- - 鶴田真由（第5回・最終回）
- - 芳本美代子（第5回・最終回）
- 議員・舘村 - 新藤栄作
- - LIZA
- - 鬼倉龍大
- - 萩原浩司
- 柚月の母・民枝 - 朝加真由美（第1回 - ）
- 柚月の父・昭一 - 田中健（第1回 - ）

### スタッフ
- 原作 - 湊かなえ
- 脚本 - 吉川次郎
- 音楽 - 窪田ミナ
- 登山指導 - 降籏義道
- 演出 - 水谷俊之、金澤友也
- 制作統括 - 篠原圭（NHK）、管原浩（NHK）、杉村治司（テレパック）
- 制作・著作 - NHK、テレパック

### 放送日程
山女日記〜女たちは頂を目指して〜
| 放送回 | 放送日         | サブタイトル                            | 演出     |
| ------ | -------------- | --------------------------------------- | -------- |
| 第1回  | 2016年11月06日 | 女ともだち 〜妙高山・火打山〜           | 水谷俊之 |
| 第2回  | 11月13日       | 高嶺（たかね）の花 〜妙高山・火打山〜   | 水谷俊之 |
| 第3回  | 11月20日       | てっぺん 〜唐松岳〜                     | 金澤友也 |
| 第4回  | 11月27日       | ロマンチスト 〜唐松岳〜                 | 金澤友也 |
| 第5回  | 12月04日       | 雨女 〜白馬岳〜                         | 水谷俊之 |
| 第6回  | 12月11日       | 分岐点 〜白馬岳〜                       | 水谷俊之 |
| 最終回 | 12月18日       | 頂を越えて 〜上高地・涸沢（からさわ）〜 | 水谷俊之 |

山女日記〜山フェスに行こう/アルプスの女王〜
| 放送回 | 放送日         | サブタイトル                | 演出     |
| ------ | -------------- | --------------------------- | -------- |
| 前編   | 2017年10月29日 | 山フェスに行こう 〜常念岳〜 | 水谷俊之 |
| 後編   | 11月05日       | アルプスの女王 〜燕岳〜     | 水谷俊之 |

山女日記3
| 放送回 | 放送日         | サブタイトル                       | 演出     |
| ------ | -------------- | ---------------------------------- | -------- |
| 第1回  | 2021年10月17日 | 始まりの山・白馬岳                 | 水谷俊之 |
| 第2回  | 10月24日       | ロマンスの道しるべ・雨飾山         |          |
| 第3回  | 10月31日       | あどけない空・安達太良山           |          |
| 第4回  | 11月07日       | 女神の微笑む森・八ヶ岳             |          |
| 第5回  | 11月14日       | 孤高の女・鹿島槍ヶ岳（前編）       |          |
| 最終回 | 11月21日       | 寄りそう山たち・鹿島槍ヶ岳（後編） |          |

### 関連商品
サウンドトラック
- 窪田ミナ『NHK WORKS』（2017年1月25日、スザクミュージック、NGCS-1072）

| NHK BSプレミアム プレミアムドラマ                      | NHK BSプレミアム プレミアムドラマ                                          | NHK BSプレミアム プレミアムドラマ                                    |
| 前番組                                                 | 番組名                                                                     | 次番組                                                               |
| ------------------------------------------------------ | -------------------------------------------------------------------------- | -------------------------------------------------------------------- |
| 隠れ菊 （2016年9月4日 - 10月23日）                     | 山女日記 〜女たちは頂を目指して〜 （2016年11月6日 - 12月18日）             | 女の中にいる他人 （2017年1月8日 - 2月19日）                          |
| 全力失踪 （2017年9月3日 - 10月22日）                   | 山女日記 〜山フェスに行こう/アルプスの女王〜 （2017年10月29日 - 11月5日）  | 男の操 （2017年11月12日 - 12月24日）                                 |
| 珈琲屋の人々（アンコール） （2020年5月31日 - 6月28日） | 山女日記 〜女たちは頂を目指して〜（アンコール） （2020年7月5日 - 8月16日） | すぐ死ぬんだから （2020年8月23日 - 9月20日）                         |
| 白い濁流 （2021年8月22日 - 10月10日）                  | 山女日記3 （2021年10月17日 - 11月21日）                                    | 生きて、ふたたび 保護司・深谷善輔 （2021年11月28日 - 2022年1月23日） |